# Барбаров Петро Йосипович
Барбаров Петро Йосипович - співробітник ОГПУ

## Життєпис
Народився 11.09.1905 у м. Чернігові, єврей. 
Навчався у чернігівській хедері (до 1917), чернігівській гімназії (1917–1918, вийшов і*третього класу), харківському вечірньому технікумі (1921), чернігівському кооперативному технікумі (1922–1923), харківському технікумі сходознавства (1931). 

## Кар'єра
- 11.08.1920 — кур’єр загального відділу Чернігівської губчека (ЧГКЧ).
- 01.11.1920 — конторник довідкового бюро ЧГЧК.
- 01.08.1921 — кур’єр адміністративного відділу ВУЧК.
- 01.06.1921 — конторник фінансового відділу ВУЧК.
- 22.03.1922 — молодший діловод СОВ ЧГЧК.
- 08.04.1922 — конторник СОВ Чернігівського губвідділу ГПУ (ЧГВГПУ).
- 12.05.1922 — діловод ЧГВ ГПУ СОВ.
- 18.05.1922 — старший діловод ЧГВ ГПУ СОВ.
- 26.09.1922 — т. в. о. секретаря секретно--оперативної частини (СОЧ) ЧГВГПУ.
- 05.10.1922 — старший діловод СОВ ЧГВ ГПУ.
- 24.01.1923 — парторг особового складу ЧГВ ГПУ.
- 13.07.1923 — шифрувальник ЧГВ ГПУ.
- 17.12.1923 — агент 2-го розряду ОДТВ ОГПУ ст. Знам’янка.
- 14.02.1924 — діловод ДТВ ОГПУ Катеринослава.
- 01.04.1924 — агент 2-го розряду ДТВ ОГПУ Катеринослава. *01.07.1924 — діловод ДТВ ОГПУ Катеринослава.
- 01.09.1924 — реєстратор ОГТВ ОГПУ станції Авдіївка.
- 15.09.1924 — старший діловод ДТВ ОГПУ Катеринославських залізниць .
- 19.01.1926 — старший агент ДТВ ОГПУ Катеринославських залізниць.
- 02.07.1926 — т. в. о. дільничного уп. Херсонського окружного відділу ГПУ.
- 22.03.1927 — пом. уп. Південного окружного транспортного відділу (ПОКТВ) ГПУ.
- 01.10.1927 — уп. ПОКТВ ГПУ.
- 09.01.1930 — культорг трудкомуни ім. Дзержинського.
- 11.1928 — Член ВКП(б)
- 28.02.1930 — уп. ІНФВ ПОКТВ ГПУ.
- 1930 — політкерівник трудкомуни ОГПУ ім. Дзержинського.
- 27.06.1932 — уп. 4-го відділення ОВ ГПУ УСРР.
- 20.01.1933 — заст. нач. політ-відділу по ОГПУ Ананіївської МТС.
- 07.12.1933 — уп. ІНВ ГПУ УСРР.
- 14.05.1934 — уп. ІНВ Харківського облвідділу ГПУ.
- 05.06.1935 — нач. 1--го відділення ОВ УДБ УНКВС по Харківській області.
- 01.12.1935 — нач. 5--го відділення ОВ УДБ УНКВС по Харківській області.
- 23.02.1936 — Старший лейтенант державної безпеки
- 01.04.1937 — нач. 2--го відділення 3--го відділу УДБ УНКВС по Харківській області.
- 22.04.1938 — т. в. о. нач. 3--го відділу УДБ УНКВС по Харківській області.
- 01.06.1938 — нач. 3--го відділу УДБ УНКВС по Харківській області.
- 19.04.1939 звільнений з посади.
- 05.11.1939 — звільнений з органів НКВС і зняттям з обліку.

Подальша доля невідома.